# Macrojoppa taschenbergi
Macrojoppa taschenbergi là một loài tò vò trong họ Ichneumonidae.